# Pantan - Divulje
Pantan - Divulje este o arie protejată (sit de importanță comunitară — SCI) din Croația întinsă pe o suprafață de 89,89 ha, integral marine.

## Localizare
Centrul sitului Pantan - Divulje este situat la coordonatele 43°31′26″N 16°17′13″E / 43.524°N 16.287°E.

## Înființare
Situl Pantan - Divulje a fost declarat sit de importanță comunitară în iulie 2013 pentru a proteja un număr necunoscut de specii din flora spontană și fauna sălbatică aflate în arealul zonei.

## Biodiversitate
Situată în ecoregiunea marină mediteraneană, aria protejată conține 2 habitate naturale: Bancuri de nisip acoperite în permanență slab de apă marină, Golfuri mici largi și golfuri puțin adânci.
La baza desemnării sitului se află un număr nedeclarat de specii protejate.